# Reiger Boys Zaalvoetbal
Reiger Boys zaalvoetbal komt uit Heerhugowaard en speelt de thuiswedstrijden in Sporthal Waardergolf.
De vrouwen van Reiger Boys zaalvoetbal zijn vanaf het seizoen 2014/2015 actief op het hoogste niveau van het Nederlandse vrouwenzaalvoetbal de Eredivisie Vrouwen (zaalvoetbal). Zowel onze vrouwen 2 als vrouwen 3 komen uit in de Hoofdklasse, de hoogste regionale klasse. De jeugd teams in de jeugdopleiding (MO11 t/m MO17) spelen allemaal in jongenscompetities om onder hogere weerstand te voetballen.
Naast de selectieve vrouwenteams heeft de club ook een aantal recreatieve jongensteams.

## Selectie 18/19
| Nr.        | Nat.      | Naam                | Geb. dat.  | Vorige club            |
| Keepsters  | Keepsters | Keepsters           | Keepsters  | Keepsters              |
| ---------- | --------- | ------------------- | ---------- | ---------------------- |
| 20         | Nederland | Emma Buining        | 27-08-2000 | Eigen jeugd            |
| 1          | Nederland | Jacky Reus          | 27-12-1997 | Eigen jeugd            |
| 11         | Nederland | Tamara Luykx        | 04-01-2002 | Eigen jeugd            |
| 10         | Nederland | Sterre Wendt        | 24-11-2001 | MSV Zeemacht           |
| 12         | Nederland | Yanou Put           | 02-04-2003 | Eigen jeugd            |
| Speelsters |           |                     |            |                        |
| 2          | Nederland | Rosa Kruijver       | 14-04-2000 | Eigen jeugd            |
| 3          | Nederland | Judith de Bruin     | 21-02-1999 | Watervogels            |
| 4          | Nederland | Chantal Hendriksen  | 07-07-1992 | Watervogels            |
| 5          | Nederland | Sanne Brand         | 17-06-1996 | NBC / De Steenenplaats |
| 6          | Nederland | Dominique Verweij   | 16-08-1995 | Reiger Boys (veld)     |
| 7          | Nederland | Jaimy Visser        | 09-02-1993 | VV Alkmaar (veld)      |
| 8          | Nederland | Lotte Bijl          | 06-06-1999 | Eigen jeugd            |
| 9          | Nederland | Floor Spaan         | 14-05-2003 | Eigen jeugd            |
| 13         | Nederland | Michelle Knopp      | 27-05-2002 | Eigen jeugd            |
| 14         | Nederland | Janne van Wingerden | 16-06-2003 | Eigen jeugd            |
| 15         | Nederland | Judine Castricum    | 07-10-2000 | Eigen jeugd            |
| 16         | Nederland | Maudy Stoop         | 09-01-2004 | Eigen jeugd            |
| 17         | Nederland | Lais Boes           | 26-05-2001 | Eigen jeugd            |
| 18         | Nederland | Zoyla Barendse      | 21-06-2002 | Eigen jeugd            |
| 19         | Nederland | Lisa Luiken         | 21-03-2002 | Eigen jeugd            |
| 21         | Nederland | Pien van Saane      | 06-01-2002 | Eigen jeugd            |
| 22         | Nederland | Kess Androg         | 09-04-2003 | Eigen jeugd            |
| 23         | Nederland | Nomi Veldt          | 29-08-2000 | Parkland College       |
| 24         | Nederland | Tanja van der Laan  | 17-04-2004 | Eigen jeugd            |

## Trainers
- 2014–2015:  Jordy van Eekelen
- 2015–2017:  Wouter Moraal
- 2017–2018:  Niña George-Koek
- 2018–2019:  Monique van der Rijst

## Erelijst
17/18 Nederlands jeugdkampioen MO18